# Premiul Hugo pentru cea mai bună povestire
Premiul Hugo pentru cea mai bună povestire (în engleză Hugo Award for Best Short Story) este un premiu acordat celei mai bune povestiri în engleză sau traduse în engleză și care a apărut anul anterior acordării premiului. Se acordă scrierilor care au sub 7000 de cuvinte, cele cu un număr mai mare de cuvinte se încadrează la Premiul Hugo pentru cea mai bună nuveletă.

## Câștigători și nominalizări
*   Câștigători 
  +   Nominalizări
| An   | Autor(i)                          | Povestire | Editură sau publicație                                           | Ref.   |
| ---- | --------------------------------- | --- | ---------------------------------------------------------------- | ------ |
| 1955 | Eric Frank Russell*               | "Allamagoosa" | Astounding Science-Fiction                                       | [ 1 ]  |
| 1956 | Arthur C. Clarke*                 | "The Star" | Infinity Science Fiction                                         | [ 2 ]  |
| 1958 | Avram Davidson*                   | "Or All the Seas with Oysters" | Galaxy Science Fiction                                           | [ 3 ]  |
| 1959 | Robert Bloch*                     | "That Hell-Bound Train" | The Magazine of Fantasy & Science Fiction                        | [ 4 ]  |
| 1959 | Anton Lee Baker                   | "They've Been Working On..." | Astounding Science-Fiction                                       | [ 4 ]  |
| 1959 | Alfred Bester                     | "The Men Who Murdered Mohammed" | The Magazine of Fantasy & Science Fiction                        | [ 4 ]  |
| 1959 | J. F. Bone                        | "Triggerman" | Astounding Science-Fiction                                       | [ 4 ]  |
| 1959 | Algis Budrys                      | "The Edge of the Sea" | Venture Science Fiction                                          | [ 4 ]  |
| 1959 | C. M. Kornbluth                   | "The Advent on Channel Twelve" | Star Science Fiction Stories #4 (Ballantine Books)               | [ 4 ]  |
| 1959 | C. M. Kornbluth                   | "Theory of Rocketry" | The Magazine of Fantasy & Science Fiction                        | [ 4 ]  |
| 1959 | Fritz Leiber                      | "Rump-Titty-Titty-Tum-Tah-Tee" | The Magazine of Fantasy & Science Fiction                        | [ 4 ]  |
| 1959 | Stanley Mullen                    | "Space to Swing a Cat" | Astounding Science-Fiction                                       | [ 4 ]  |
| 1959 | Manly Wade Wellman                | "Nine Yards of Other Cloth" | The Magazine of Fantasy & Science Fiction                        | [ 4 ]  |
| 1960 | Daniel Keyes*                     | "Flowers for Algernon" | The Magazine of Fantasy & Science Fiction                        | [ 5 ]  |
| 1960 | Philip José Farmer                | "The Alley Man" | The Magazine of Fantasy & Science Fiction                        | [ 5 ]  |
| 1960 | Alfred Bester                     | "The Pi Man" | The Magazine of Fantasy & Science Fiction                        | [ 5 ]  |
| 1960 | Theodore Sturgeon                 | "The Man Who Lost the Sea" | The Magazine of Fantasy & Science Fiction                        | [ 5 ]  |
| 1960 | Ralph Williams                    | "Cat and Mouse" | Astounding Science-Fiction                                       | [ 5 ]  |
| 1961 | Poul Anderson*                    | "The Longest Voyage" | Analog Science Fact & Fiction                                    | [ 6 ]  |
| 1961 | Pauline Ashwell                   | "The Lost Kafoozalum" | Analog Science Fact & Fiction                                    | [ 6 ]  |
| 1961 | Philip José Farmer                | "Open to Me, My Sister" (aka. "My Sister's Brother")                                                                                                   | The Magazine of Fantasy & Science Fiction                        | [ 6 ]  |
| 1961 | Theodore Sturgeon                 | "Need" | Beyond Fantasy Fiction                                           | [ 6 ]  |
| 1962 | Brian Aldiss*                     | "Hothouse" | The Magazine of Fantasy & Science Fiction                        | [ 7 ]  |
| 1962 | Lloyd Biggle, Jr.                 | "Monument" | Analog Science Fact & Fiction                                    | [ 7 ]  |
| 1962 | Fritz Leiber                      | "Scylla's Daughter" | Fantastic                                                        | [ 7 ]  |
| 1962 | Mack Reynolds                     | "Status Quo" | Analog Science Fact & Fiction                                    | [ 7 ]  |
| 1962 | James H. Schmitz                  | "Lion Loose" | Analog Science Fact & Fiction                                    | [ 7 ]  |
| 1963 | Jack Vance*                       | "The Dragon Masters" | Galaxy Science Fiction                                           | [ 8 ]  |
| 1963 | Gary Jennings                     | "Myrrha" | The Magazine of Fantasy & Science Fiction                        | [ 8 ]  |
| 1963 | Fritz Leiber                      | "The Unholy Grail" | Fantastic                                                        | [ 8 ]  |
| 1963 | Theodore Sturgeon                 | "When You Care, When You Love" | The Magazine of Fantasy & Science Fiction                        | [ 8 ]  |
| 1963 | Thomas Burnett Swann              | "Where Is the Bird of Fire?" | Science Fantasy                                                  | [ 8 ]  |
| 1964 | Poul Anderson*                    | "No Truce with Kings" | The Magazine of Fantasy & Science Fiction                        | [ 9 ]  |
| 1964 | Rick Raphael                      | "Code Three" | Analog Science Fact & Fiction                                    | [ 9 ]  |
| 1964 | Roger Zelazny                     | "A Rose for Ecclesiastes" | The Magazine of Fantasy & Science Fiction                        | [ 9 ]  |
| 1964 | Edgar Rice Burroughs              | "Savage Pellucidar" | Amazing Stories                                                  | [ 9 ]  |
| 1965 | Gordon R. Dickson*                | "Soldier, Ask Not" | Galaxy Science Fiction                                           | [ 10 ] |
| 1965 | Rick Raphael                      | "Once a Cop" | Analog Science Fact & Fiction                                    | [ 10 ] |
| 1965 | Robert F. Young                   | "Little Dog Gone" | Worlds of Tomorrow                                               | [ 10 ] |
| 1966 | Harlan Ellison*                   | ""Repent, Harlequin!" Said the Ticktockman" | Galaxy Science Fiction                                           | [ 11 ] |
| 1966 | Poul Anderson                     | "Marque and Reprisal" | The Magazine of Fantasy & Science Fiction                        | [ 11 ] |
| 1966 | Philip José Farmer                | "Day of the Great Shout" | Worlds of Tomorrow                                               | [ 11 ] |
| 1966 | Fritz Leiber                      | "Stardock" | Fantastic                                                        | [ 11 ] |
| 1966 | Roger Zelazny                     | "The Doors of His Face, The Lamps of His Mouth" | The Magazine of Fantasy & Science Fiction                        | [ 11 ] |
| 1967 | Larry Niven*                      | "Neutron Star" | If                                                               | [ 12 ] |
| 1967 | Brian Aldiss                      | "Man In His Time" | Who Can Replace a Man? (Signet Books)                            | [ 12 ] |
| 1967 | Harlan Ellison                    | "Delusions for a Dragon Slayer" | Knight                                                           | [ 12 ] |
| 1967 | Raymond F. Jones                  | "Rat Race" | Analog Science Fact & Fiction                                    | [ 12 ] |
| 1967 | Richard McKenna                   | "The Secret Place" | Orbit #1 (Putnam Publishing Group)                               | [ 12 ] |
| 1967 | Fred Saberhagen                   | "Mr. Jester" | If                                                               | [ 12 ] |
| 1967 | Bob Shaw                          | "Light of Other Days" | Analog Science Fact & Fiction                                    | [ 12 ] |
| 1967 | Roger Zelazny                     | "Comes Now the Power" | Magazine of Horror                                               | [ 12 ] |
| 1968 | Harlan Ellison*                   | "I Have No Mouth, and I Must Scream" | If                                                               | [ 13 ] |
| 1968 | Larry Niven                       | "The Jigsaw Man" | Dangerous Visions (Doubleday)                                    | [ 13 ] |
| 1968 | Samuel R. Delany                  | "Aye, and Gomorrah" | Dangerous Visions (Doubleday)                                    | [ 13 ] |
| 1969 | Harlan Ellison*                   | "The Beast that Shouted Love at the Heart of the World"                                                                                                | Galaxy Science Fiction                                           | [ 14 ] |
| 1969 | Larry Niven                       | "All the Myriad Ways" | Galaxy Science Fiction                                           | [ 14 ] |
| 1969 | Terry Carr                        | "The Dance of the Changer and the Three" | The Farthest Reaches (Pocket Books)                              | [ 14 ] |
| 1969 | Betsy Curtis                      | "The Steiger Effect" | Analog Science Fact & Fiction                                    | [ 14 ] |
| 1969 | Damon Knight                      | "Masks" | Playboy                                                          | [ 14 ] |
| 1970 | Samuel R. Delany*                 | "Time Considered as a Helix of Semi-Precious Stones"                                                                                                   | New Worlds                                                       | [ 15 ] |
| 1970 | Robert Silverberg                 | "Passengers" | Orbit #4 (Putnam Publishing Group)                               | [ 15 ] |
| 1970 | Larry Niven                       | "Not Long Before the End" | The Magazine of Fantasy & Science Fiction                        | [ 15 ] |
| 1970 | Gregory Benford                   | "Deeper than the Darkness" | The Magazine of Fantasy & Science Fiction                        | [ 15 ] |
| 1970 | Ursula K. Le Guin                 | "Winter's King" | Orbit #5 (Putnam Publishing Group)                               | [ 15 ] |
| 1971 | Theodore Sturgeon*                | "Slow Sculpture" | Galaxy Science Fiction                                           | [ 16 ] |
| 1971 | R. A. Lafferty                    | "Continued on Next Rock" | Orbit #7 (Putnam Publishing Group)                               | [ 16 ] |
| 1971 | Gordon R. Dickson                 | "Jean Duprès" | Nova #1 (Delacorte Press)                                        | [ 16 ] |
| 1971 | Keith Laumer                      | "In the Queue" | Orbit #7 (Putnam Publishing Group)                               | [ 16 ] |
| 1971 | Ben Bova                          | "Brillo" | Analog Science Fact & Fiction                                    | [ 16 ] |
| 1972 | Larry Niven*                      | "Inconstant Moon" | All the Myriad Ways (Ballantine Books)                           | [ 17 ] |
| 1972 | Ursula K. Le Guin                 | "Vaster than Empires and More Slow" | New Dimensions #1 (Doubleday)                                    | [ 17 ] |
| 1972 | Clifford D. Simak                 | "The Autumn Land" | The Magazine of Fantasy & Science Fiction                        | [ 17 ] |
| 1972 | Stephen Tall                      | "The Bear with the Knot on His Tail" | The Magazine of Fantasy & Science Fiction                        | [ 17 ] |
| 1972 | R. A. Lafferty                    | "Sky" | New Dimensions #1 (Doubleday)                                    | [ 17 ] |
| 1972 | George Alec Effinger              | "All the Last Wars at Once" | Universe #1 (Bantam Spectra)                                     | [ 17 ] |
| 1973 | R. A. Lafferty*                   | "Eurema's Dam" | New Dimensions #2 (Doubleday)                                    | [ 18 ] |
| 1973 | Frederik Pohl*                    | "The Meeting" | The Magazine of Fantasy & Science Fiction                        | [ 18 ] |
| 1973 | Robert Silverberg                 | "When We Went to See the End of the World" | Universe #2 (Bantam Spectra)                                     | [ 18 ] |
| 1973 | James Tiptree, Jr.                | "And I Awoke and Found Me Here on the Cold Hill's Side"                                                                                                | The Magazine of Fantasy & Science Fiction                        | [ 18 ] |
| 1973 | Joanna Russ                       | "When It Changed" | Again, Dangerous Visions (Doubleday)                             | [ 18 ] |
| 1974 | Ursula K. Le Guin*                | "The Ones Who Walk Away from Omelas" | New Dimensions #3 (Doubleday)                                    | [ 19 ] |
| 1974 | George R. R. Martin               | "With Morning Comes Mistfall" | Analog Science Fact & Fiction                                    | [ 19 ] |
| 1974 | Clifford D. Simak                 | "Construction Shack" | If                                                               | [ 19 ] |
| 1974 | Vonda N. McIntyre                 | "Wings" | The Alien Condition (Ballantine Books)                           | [ 19 ] |
| 1975 | Larry Niven*                      | "The Hole Man" | Analog Science Fact & Fiction                                    | [ 20 ] |
| 1975 | Alfred Bester                     | "The Four-Hour Fugue" | Analog Science Fact & Fiction                                    | [ 20 ] |
| 1975 | Michael Bishop                    | "Cathadonian Odyssey" | The Magazine of Fantasy & Science Fiction                        | [ 20 ] |
| 1975 | Ursula K. Le Guin                 | "The Day Before the Revolution" | Galaxy Science Fiction                                           | [ 20 ] |
| 1975 | Robert Silverberg                 | "Schwartz Between the Galaxies" | Stellar #1 (Ballantine Books)                                    | [ 20 ] |
| 1976 | Fritz Leiber*                     | "Catch That Zeppelin!" | The Magazine of Fantasy & Science Fiction                        | [ 21 ] |
| 1976 | Harlan Ellison                    | "Croatoan" | The Magazine of Fantasy & Science Fiction                        | [ 21 ] |
| 1976 | P. J. Plauger                     | "Child of All Ages" | Analog Science Fact & Fiction                                    | [ 21 ] |
| 1976 | Richard A. Lupoff                 | "Sail the Tide of Mourning" | New Dimensions #5 (Doubleday)                                    | [ 21 ] |
| 1976 | Michael Bishop                    | "Rogue Tomato" | New Dimensions #5 (Doubleday)                                    | [ 21 ] |
| 1976 | Gregory Benford                   | "Doing Lennon" | Analog Science Fact & Fiction                                    | [ 21 ] |
| 1977 | Joe Haldeman*                     | "Tricentennial" | Analog Science Fact & Fiction                                    | [ 22 ] |
| 1977 | Charles L. Grant                  | "A Crowd of Shadows" | The Magazine of Fantasy & Science Fiction                        | [ 22 ] |
| 1977 | Damon Knight                      | "I See You" | The Magazine of Fantasy & Science Fiction                        | [ 22 ] |
| 1977 | James White                       | "Custom Fitting" | Stellar #2 (Ballantine Books)                                    | [ 22 ] |
| 1978 | Harlan Ellison*                   | "Jeffty Is Five" | The Magazine of Fantasy & Science Fiction                        | [ 23 ] |
| 1978 | John Varley                       | "Air Raid" | Asimov's Science Fiction                                         | [ 23 ] |
| 1978 | Spider Robinson                   | "Dog Day Evening" | Analog Science Fact & Fiction                                    | [ 23 ] |
| 1978 | Randall Garrett                   | "Lauralyn" | Analog Science Fact & Fiction                                    | [ 23 ] |
| 1978 | James Tiptree, Jr.                | "Time-Sharing Angel" | The Magazine of Fantasy & Science Fiction                        | [ 23 ] |
| 1979 | C. J. Cherryh*                    | "Cassandra" | The Magazine of Fantasy & Science Fiction                        | [ 24 ] |
| 1979 | Harlan Ellison                    | "Count the Clock that Tells the Time" | Omni                                                             | [ 24 ] |
| 1979 | Joan D. Vinge                     | "View From a Height" | Analog Science Fact & Fiction                                    | [ 24 ] |
| 1979 | Edward Bryant                     | "Stone" | The Magazine of Fantasy & Science Fiction                        | [ 24 ] |
| 1979 | Ian Watson                        | "The Very Slow Time Machine" | Anticipations (Faber and Faber)                                  | [ 24 ] |
| 1980 | George R. R. Martin*              | "The Way of Cross and Dragon" | Omni                                                             | [ 25 ] |
| 1980 | Orson Scott Card                  | "Unaccompanied Sonata" | Omni                                                             | [ 25 ] |
| 1980 | Ted Reynolds                      | "Can These Bones Live?" | Analog Science Fact & Fiction                                    | [ 25 ] |
| 1980 | Edward Bryant                     | "giANTS" | Analog Science Fact & Fiction                                    | [ 25 ] |
| 1980 | Connie Willis                     | "Daisy, In the Sun" | Galileo                                                          | [ 25 ] |
| 1981 | Clifford D. Simak*                | "Grotto of the Dancing Deer" | Analog Science Fact & Fiction                                    | [ 26 ] |
| 1981 | Robert Silverberg                 | "Our Lady of the Sauropods" | Omni                                                             | [ 26 ] |
| 1981 | Susan C. Petry                    | "Spidersong" | The Magazine of Fantasy & Science Fiction                        | [ 26 ] |
| 1981 | Jeff Duntemann                    | "Cold Hands" | Asimov's Science Fiction                                         | [ 26 ] |
| 1981 | Jeff Duntemann                    | "Guardian" | Asimov's Science Fiction                                         | [ 26 ] |
| 1982 | John Varley*                      | "The Pusher" | The Magazine of Fantasy & Science Fiction                        | [ 27 ] |
| 1982 | Gene Wolfe                        | "The Woman the Unicorn Loved" | Asimov's Science Fiction                                         | [ 27 ] |
| 1982 | Somtow Sucharitkul                | "Absent Thee from Felicity Awhile" | Analog Science Fact & Fiction                                    | [ 27 ] |
| 1982 | George Guthridge                  | "The Quiet" | The Magazine of Fantasy & Science Fiction                        | [ 27 ] |
| 1983 | Spider Robinson*                  | "Melancholy Elephants" | Analog Science Fact & Fiction                                    | [ 28 ] |
| 1983 | Ursula K. Le Guin                 | "Sur" | The New Yorker                                                   | [ 28 ] |
| 1983 | James Tiptree, Jr.                | "The Boy Who Waterskied to Forever" | The Magazine of Fantasy & Science Fiction                        | [ 28 ] |
| 1983 | Bruce Sterling                    | "Spider Rose" | The Magazine of Fantasy & Science Fiction                        | [ 28 ] |
| 1983 | Howard Waldrop                    | "Ike at the Mike" | Omni                                                             | [ 28 ] |
| 1984 | Octavia E. Butler*                | "Speech Sounds" | Asimov's Science Fiction                                         | [ 29 ] |
| 1984 | Frederik Pohl                     | "Servant of the People" | Analog Science Fact & Fiction                                    | [ 29 ] |
| 1984 | Hilbert Schenck                   | "The Geometry of Narrative" | Analog Science Fact & Fiction                                    | [ 29 ] |
| 1984 | Gardner Dozois                    | "The Peacemaker" | Asimov's Science Fiction                                         | [ 29 ] |
| 1984 | William F. Wu                     | "Wong's Lost and Found Emporium" | Amazing Stories                                                  | [ 29 ] |
| 1985 | David Brin*                       | "The Crystal Spheres" | Analog Science Fact & Fiction                                    | [ 30 ] |
| 1985 | George Alec Effinger              | "The Aliens Who Knew, I Mean, Everything" | The Magazine of Fantasy & Science Fiction                        | [ 30 ] |
| 1985 | Lee Killough                      | "Symphony for a Lost Traveler" | Analog Science Fact & Fiction                                    | [ 30 ] |
| 1985 | Lucius Shepard                    | "Salvador" | The Magazine of Fantasy & Science Fiction                        | [ 30 ] |
| 1985 | Kim Stanley Robinson              | "Ridge Running" | The Magazine of Fantasy & Science Fiction                        | [ 30 ] |
| 1985 | Steven Gould                      | "Rory" | Analog Science Fact & Fiction                                    | [ 30 ] |
| 1986 | Frederik Pohl*                    | "Fermi and Frost" | Asimov's Science Fiction                                         | [ 31 ] |
| 1986 | Howard Waldrop                    | "Flying Saucer Rock & Roll" | Omni                                                             | [ 31 ] |
| 1986 | John Crowley                      | "Snow" | Omni                                                             | [ 31 ] |
| 1986 | Bruce Sterling                    | "Dinner in Audoghast" | Asimov's Science Fiction                                         | [ 31 ] |
| 1986 | William F. Wu                     | "Hong's Bluff" | Omni                                                             | [ 31 ] |
| 1987 | Greg Bear*                        | "Tangents" | Omni                                                             | [ 32 ] |
| 1987 | Isaac Asimov                      | "Robot Dreams" | Robot Dreams (Berkley Books)                                     | [ 32 ] |
| 1987 | Nancy Springer                    | "The Boy Who Plaited Manes" | The Magazine of Fantasy & Science Fiction                        | [ 32 ] |
| 1987 | David S. Garnett                  | "Still Life" | The Magazine of Fantasy & Science Fiction                        | [ 32 ] |
| 1987 | James Patrick Kelly               | "Rat" | The Magazine of Fantasy & Science Fiction                        | [ 32 ] |
| 1988 | Lawrence Watt-Evans*              | "Why I Left Harry's All-Night Hamburgers" | Asimov's Science Fiction                                         | [ 33 ] |
| 1988 | Kate Wilhelm                      | "Forever Yours, Anna" | Omni                                                             | [ 33 ] |
| 1988 | Pat Cadigan                       | "Angel" | Asimov's Science Fiction                                         | [ 33 ] |
| 1988 | Howard Waldrop                    | "Night of the Cooters" | Omni                                                             | [ 33 ] |
| 1988 | Karen Joy Fowler                  | "The Faithful Companion at Forty" | Asimov's Science Fiction                                         | [ 33 ] |
| 1988 | Lisa Goldstein                    | "Cassandra's Photographs" | Asimov's Science Fiction                                         | [ 33 ] |
| 1989 | Mike Resnick*                     | "Kirinyaga" | Fantasy & Science Fiction                                        | [ 34 ] |
| 1989 | David Brin                        | "The Giving Plague" | Interzone                                                        | [ 34 ] |
| 1989 | Geoffrey A. Landis                | "Ripples in the Dirac Sea" | Asimov's Science Fiction                                         | [ 34 ] |
| 1989 | Bruce Sterling                    | "Our Neural Chernobyl" | Fantasy & Science Fiction                                        | [ 34 ] |
| 1989 | Eileen Gunn                       | "Stable Strategies for Middle Management" | Asimov's Science Fiction                                         | [ 34 ] |
| 1989 | Jack McDevitt                     | "The Fort Moxie Branch" | Full Spectrum (Doubleday)                                        | [ 34 ] |
| 1990 | Suzy McKee Charnas*               | "Boobs" | Asimov's Science Fiction                                         | [ 35 ] |
| 1990 | Orson Scott Card                  | "Lost Boys" | Fantasy & Science Fiction                                        | [ 35 ] |
| 1990 | Eileen Gunn                       | "Computer Friendly" | Asimov's Science Fiction                                         | [ 35 ] |
| 1990 | Larry Niven                       | "The Return of William Proxmire" | What Might Have Been? Vol. 1: Alternate Empires (Bantam Spectra) | [ 35 ] |
| 1990 | Michael Swanwick                  | "The Edge of the World" | Asimov's Science Fiction                                         | [ 35 ] |
| 1990 | Bruce Sterling                    | "Dori Bangs" | Asimov's Science Fiction                                         | [ 35 ] |
| 1991 | Terry Bisson*                     | "Bears Discover Fire" | Asimov's Science Fiction                                         | [ 36 ] |
| 1991 | Connie Willis                     | "Cibola" | Asimov's Science Fiction                                         | [ 36 ] |
| 1991 | Charles Sheffield                 | "Godspeed" | Analog Science Fact & Fiction                                    | [ 36 ] |
| 1991 | Robert Reed                       | "The Utility Man" | Asimov's Science Fiction                                         | [ 36 ] |
| 1991 | W. R. Thompson                    | "VRM-547" | Analog Science Fact & Fiction                                    | [ 36 ] |
| 1992 | Geoffrey A. Landis*               | "A Walk in the Sun" | Asimov's Science Fiction                                         | [ 37 ] |
| 1992 | Mike Resnick                      | "One Perfect Morning, With Jackals" | Asimov's Science Fiction                                         | [ 37 ] |
| 1992 | Connie Willis                     | "In the Late Cretaceous" | Asimov's Science Fiction                                         | [ 37 ] |
| 1992 | Mike Resnick                      | "Winter Solstice" | Fantasy & Science Fiction                                        | [ 37 ] |
| 1992 | Terry Bisson                      | "Press Ann" | Asimov's Science Fiction                                         | [ 37 ] |
| 1992 | John Kessel                       | "Buffalo" | Fantasy & Science Fiction                                        | [ 37 ] |
| 1992 | Martha Soukup                     | "Dog's Life" | Amazing Stories                                                  | [ 37 ] |
| 1993 | Connie Willis*                    | "Even the Queen" | Asimov's Science Fiction                                         | [ 38 ] |
| 1993 | Nancy Kress                       | "The Mountain to Mohammed" | Asimov's Science Fiction                                         | [ 38 ] |
| 1993 | Mike Resnick                      | "The Lotus and the Spear" | Asimov's Science Fiction                                         | [ 38 ] |
| 1993 | Martha Soukup                     | "The Arbitrary Placement of Walls" | Asimov's Science Fiction                                         | [ 38 ] |
| 1993 | Nicholas A. DiChario              | "The Winterberry" | Alternate Kennedys (Tor Books)                                   | [ 38 ] |
| 1994 | Connie Willis*                    | "Death on the Nile" | Asimov's Science Fiction                                         | [ 39 ] |
| 1994 | Mike Resnick                      | "Mwalimu in the Squared Circle" | Asimov's Science Fiction                                         | [ 39 ] |
| 1994 | Martha Soukup                     | "The Story So Far" | Full Spectrum 4 (Doubleday)                                      | [ 39 ] |
| 1994 | Bridget McKenna                   | "The Good Pup" | Fantasy & Science Fiction                                        | [ 39 ] |
| 1994 | Terry Bisson                      | "England Underway" | Omni                                                             | [ 39 ] |
| 1995 | Joe Haldeman*                     | "None So Blind" | Asimov's Science Fiction                                         | [ 40 ] |
| 1995 | Kate Wilhelm                      | "I Know What You're Thinking" | Asimov's Science Fiction                                         | [ 40 ] |
| 1995 | Mike Resnick                      | "Barnaby in Exile" | Asimov's Science Fiction                                         | [ 40 ] |
| 1995 | Terry Bisson                      | "Dead Man's Curve" | Asimov's Science Fiction                                         | [ 40 ] |
| 1995 | Barry N. Malzberg                 | "Understanding Entropy" | SF Age                                                           | [ 40 ] |
| 1995 | M. Shayne Bell                    | "Mrs. Lincoln's China" | Asimov's Science Fiction                                         | [ 40 ] |
| 1996 | Maureen F. McHugh*                | "The Lincoln Train" | Fantasy & Science Fiction                                        | [ 41 ] |
| 1996 | Esther Friesner                   | "A Birthday" | Fantasy & Science Fiction                                        | [ 41 ] |
| 1996 | Michael A. Burstein               | "TeleAbsence" | Analog Science Fiction and Fact                                  | [ 41 ] |
| 1996 | Tony Daniel                       | "Life on the Moon" | Asimov's Science Fiction                                         | [ 41 ] |
| 1996 | Michael Swanwick                  | "Walking Out" | Asimov's Science Fiction                                         | [ 41 ] |
| 1997 | Connie Willis*                    | "The Soul Selects Her Own Society: Invasion and Repulsion: A Chronological Reinterpretation of Two of Emily Dickinson's Poems: A Wellsian Perspective" | Asimov's Science Fiction                                         | [ 42 ] |
| 1997 | James White                       | "Un-Birthday Boy" | Analog Science Fiction and Fact                                  | [ 42 ] |
| 1997 | Michael Swanwick                  | "The Dead" | Starlight #1 (Tor Books)                                         | [ 42 ] |
| 1997 | Robert Reed                       | "Decency" | Asimov's Science Fiction                                         | [ 42 ] |
| 1997 | John Crowley                      | "Gone" | Fantasy & Science Fiction                                        | [ 42 ] |
| 1998 | Mike Resnick*                     | "The 43 Antarean Dynasties" | Asimov's Science Fiction                                         | [ 43 ] |
| 1998 | James Patrick Kelly               | "Itsy Bitsy Spider" | Asimov's Science Fiction                                         | [ 43 ] |
| 1998 | Gene Wolfe                        | "No Planets Strike" | Fantasy & Science Fiction                                        | [ 43 ] |
| 1998 | Robert J. Sawyer                  | "The Hand You're Dealt" | Free Space (Tor Books)                                           | [ 43 ] |
| 1998 | Karen Joy Fowler                  | "Standing Room Only" | Asimov's Science Fiction                                         | [ 43 ] |
| 1998 | Andy Duncan                       | "Beluthahatchie" | Asimov's Science Fiction                                         | [ 43 ] |
| 1999 | Michael Swanwick*                 | "The Very Pulse of the Machine" | Asimov's Science Fiction                                         | [ 44 ] |
| 1999 | Bruce Sterling                    | "Maneki Neko" | Fantasy & Science Fiction                                        | [ 44 ] |
| 1999 | Michael Swanwick                  | "Radiant Doors" | Asimov's Science Fiction                                         | [ 44 ] |
| 1999 | Michael Swanwick                  | "Wild Minds" | Asimov's Science Fiction                                         | [ 44 ] |
| 1999 | Michael A. Burstein               | "Cosmic Corkscrew" | Analog Science Fiction and Fact                                  | [ 44 ] |
| 1999 | Robert Reed                       | "Whiptail" | Asimov's Science Fiction                                         | [ 44 ] |
| 2000 | Michael Swanwick*                 | "Scherzo with Tyrannosaur" | Asimov's Science Fiction                                         | [ 45 ] |
| 2000 | Michael Swanwick                  | "Ancient Engines" | Asimov's Science Fiction                                         | [ 45 ] |
| 2000 | Mike Resnick                      | "Hothouse Flowers" | Asimov's Science Fiction                                         | [ 45 ] |
| 2000 | Terry Bisson                      | "macs" | Fantasy & Science Fiction                                        | [ 45 ] |
| 2000 | Nicholas A. DiChario              | "Sarajevo" | Fantasy & Science Fiction                                        | [ 45 ] |
| 2001 | David Langford*                   | "Different Kinds of Darkness" | Fantasy & Science Fiction                                        | [ 46 ] |
| 2001 | Michael A. Burstein               | "Kaddish for the Last Survivor" | Analog Science Fiction and Fact                                  | [ 46 ] |
| 2001 | Michael Swanwick                  | "Moon Dogs" | Asimov's Science Fiction                                         | [ 46 ] |
| 2001 | Mike Resnick                      | "The Elephants on Neptune" | Asimov's Science Fiction                                         | [ 46 ] |
| 2001 | Stephen Baxter                    | "The Gravity Mine" | Asimov's Science Fiction                                         | [ 46 ] |
| 2002 | Michael Swanwick*                 | "The Dog Said Bow-Wow" | Asimov's Science Fiction                                         | [ 47 ] |
| 2002 | Ursula K. Le Guin                 | "The Bones of the Earth" | Tales from Earthsea (Harcourt)                                   | [ 47 ] |
| 2002 | Mike Resnick                      | "Old MacDonald Had a Farm" | Asimov's Science Fiction                                         | [ 47 ] |
| 2002 | Stephen Baxter                    | "The Ghost Pit" | Asimov's Science Fiction                                         | [ 47 ] |
| 2002 | Michael A. Burstein               | "Spaceships" | Analog Science Fiction and Fact                                  | [ 47 ] |
| 2003 | Geoffrey A. Landis*               | "Falling Onto Mars" | Analog Science Fiction and Fact                                  | [ 48 ] |
| 2003 | Michael Swanwick                  | "'Hello,' Said the Stick" | Analog Science Fiction and Fact                                  | [ 48 ] |
| 2003 | Michael Swanwick                  | "The Little Cat Laughed to See Such Sport" | Asimov's Science Fiction                                         | [ 48 ] |
| 2003 | Jeffrey Ford                      | "Creation" | Fantasy & Science Fiction                                        | [ 48 ] |
| 2003 | Molly Gloss                       | "Lambing Season" | Asimov's Science Fiction                                         | [ 48 ] |
| 2004 | Neil Gaiman*                      | "A Study in Emerald" | Shadows Over Baker Street (Del Rey Books)                        | [ 49 ] |
| 2004 | Michael A. Burstein               | "Paying It Forward" | Analog Science Fiction and Fact                                  | [ 49 ] |
| 2004 | Mike Resnick                      | "Robots Don't Cry" | Asimov's Science Fiction                                         | [ 49 ] |
| 2004 | Joe Haldeman                      | "Four Short Novels" | Fantasy & Science Fiction                                        | [ 49 ] |
| 2004 | David D. Levine                   | "The Tale of the Golden Eagle" | Fantasy & Science Fiction                                        | [ 49 ] |
| 2005 | Mike Resnick*                     | "Travels with My Cats" | Asimov's Science Fiction                                         | [ 50 ] |
| 2005 | James Patrick Kelly               | "The Best Christmas Ever" | Scifi.com                                                        | [ 50 ] |
| 2005 | Mike Resnick                      | "A Princess of Earth" | Asimov's Science Fiction                                         | [ 50 ] |
| 2005 | Robert J. Sawyer                  | "Shed Skin" | Analog Science Fiction and Fact                                  | [ 50 ] |
| 2005 | Michael A. Burstein               | "Decisions" | Analog Science Fiction and Fact                                  | [ 50 ] |
| 2006 | David D. Levine*                  | "Tk'tk'tk" | Asimov's Science Fiction                                         | [ 51 ] |
| 2006 | Michael A. Burstein               | "Seventy-Five Years" | Analog Science Fiction and Fact                                  | [ 51 ] |
| 2006 | Dominic Green                     | "The Clockwork Atom Bomb" | Interzone                                                        | [ 51 ] |
| 2006 | Margo Lanagan                     | "Singing My Sister Down" | Black Juice (Eos)                                                | [ 51 ] |
| 2006 | Mike Resnick                      | "Down Memory Lane" | Asimov's Science Fiction                                         | [ 51 ] |
| 2007 | Tim Pratt*                        | "Impossible Dreams" | Asimov's Science Fiction                                         | [ 52 ] |
| 2007 | Neil Gaiman                       | "How to Talk to Girls at Parties" | Fragile Things (William Morrow and Company)                      | [ 52 ] |
| 2007 | Robert Reed                       | "Eight Episodes" | Asimov's Science Fiction                                         | [ 52 ] |
| 2007 | Bruce McAllister                  | "Kin" | Asimov's Science Fiction                                         | [ 52 ] |
| 2007 | Benjamin Rosenbaum                | "The House Beyond Your Sky" | Strange Horizons                                                 | [ 52 ] |
| 2008 | Elizabeth Bear*                   | "Tideline" | Asimov's Science Fiction                                         | [ 53 ] |
| 2008 | Michael Swanwick                  | "A Small Room in Koboldtown" | Asimov's Science Fiction                                         | [ 53 ] |
| 2008 | Stephen Baxter                    | "Last Contact" | The Solaris Book of New Science Fiction #1 (Solaris Books)       | [ 53 ] |
| 2008 | Ken MacLeod                       | "Who's Afraid of Wolf 359?" | The New Space Opera (Eos)                                        | [ 53 ] |
| 2008 | Mike Resnick                      | "Distant Replay" | Asimov's Science Fiction                                         | [ 53 ] |
| 2009 | Ted Chiang*                       | "Exhalation" | Eclipse #2 (Night Shade Books)                                   | [ 54 ] |
| 2009 | Kij Johnson                       | "26 Monkeys, Also the Abyss" | Asimov's Science Fiction                                         | [ 54 ] |
| 2009 | Michael Swanwick                  | "From Babel's Fall'n Glory We Fled" | Asimov's Science Fiction                                         | [ 54 ] |
| 2009 | Mary Robinette Kowal              | "Evil Robot Monkey" | The Solaris Book of New Science Fiction #2 (Solaris Books)       | [ 54 ] |
| 2009 | Mike Resnick                      | "Article of Faith" | Jim Baen's Universe                                              | [ 54 ] |
| 2010 | Will McIntosh*                    | "Bridesicle" | Asimov's Science Fiction                                         | [ 55 ] |
| 2010 | Mike Resnick                      | "The Bride of Frankenstein" | Asimov's Science Fiction                                         | [ 55 ] |
| 2010 | Lawrence M. Schoen                | "The Moment" | Footprints (Hadley Rille Books)                                  | [ 55 ] |
| 2010 | N. K. Jemisin                     | "Non-Zero Probabilities" | Clarkesworld Magazine                                            | [ 55 ] |
| 2010 | Kij Johnson                       | "Spar" | Clarkesworld Magazine                                            | [ 55 ] |
| 2011 | Mary Robinette Kowal              | "For Want of a Nail" | Asimov's Science Fiction                                         | [ 56 ] |
| 2011 | Carrie Vaughn                     | "Amaryllis" | Lightspeed Magazine                                              | [ 56 ] |
| 2011 | Kij Johnson                       | "Ponies" | Tor.com                                                          | [ 56 ] |
| 2011 | Peter Watts                       | "The Things" | Clarkesworld Magazine                                            | [ 56 ] |
| 2012 | Ken Liu*                          | "The Paper Menagerie" | Fantasy & Science Fiction                                        | [ 57 ] |
| 2012 | E. Lily Yu                        | "The Cartographer Wasps and the Anarchist Bees" | Clarkesworld Magazine                                            | [ 57 ] |
| 2012 | Mike Resnick                      | "The Homecoming" | Asimov's Science Fiction                                         | [ 57 ] |
| 2012 | Nancy Fulda                       | "Movement" | Asimov's Science Fiction                                         | [ 57 ] |
| 2012 | John Scalzi                       | "Shadow War of the Night Dragons: Book One: The Dead City: Prologue"                                                                                   | Tor.com                                                          | [ 57 ] |
| 2013 | Ken Liu*                          | "Mono no Aware" | The Future is Japanese (Viz Media)                               | [ 58 ] |
| 2013 | Aliette de Bodard                 | "Immersion" | Clarkesworld Magazine                                            | [ 58 ] |
| 2013 | Kij Johnson                       | "Mantis Wives" | Clarkesworld Magazine                                            | [ 58 ] |
| 2014 | John Chu*                         | "The Water That Falls on You from Nowhere" | Tor.com                                                          | [ 59 ] |
| 2014 | Rachel Swirsky                    | "If You Were a Dinosaur, My Love" | Apex Magazine                                                    | [ 59 ] |
| 2014 | Thomas Olde Heuvelt               | "The Ink Readers of Doi Saket" | Tor.com                                                          | [ 59 ] |
| 2014 | Sofia Samatar                     | "Selkie Stories Are for Losers" | Strange Horizons                                                 | [ 59 ] |
| 2015 | (no award)+                       | |                                                                  | [ 60 ] |
| 2015 | Lou Antonelli                     | "On a Spiritual Plain" | Sci Phi Journal                                                  | [ 60 ] |
| 2015 | Steven Diamond                    | "A Single Samurai" | The Baen Big Book of Monsters (Baen Books)                       | [ 60 ] |
| 2015 | Kary English                      | "Totaled" | Galaxy's Edge                                                    | [ 60 ] |
| 2015 | Steve Rzasa                       | "Turncoat" | Riding the Red Horse (Castalia House)                            | [ 60 ] |
| 2015 | John C. Wright                    | "The Parliament of Beasts and Birds" | The Book of Feasts & Seasons (Castalia House)                    | [ 60 ] |
| 2016 | Naomi Kritzer*                    | "Cat Pictures Please" | Clarkesworld Magazine                                            | [ 61 ] |
| 2016 | S. R. Algernon                    | "Asymmetrical Warfare" | Nature                                                           | [ 61 ] |
| 2016 | Juan Tabo                         | "If You Were an Award, My Love" | voxday.blogspot.com                                              | [ 61 ] |
| 2016 | S. Harris                         | "If You Were an Award, My Love" | voxday.blogspot.com                                              | [ 61 ] |
| 2016 | Charles Shao                      | "Seven Kill Tiger" | There Will Be War Volume X (Castalia House)                      | [ 61 ] |
| 2016 | Chuck Tingle                      | Space Raptor Butt Invasion | Amazon Digital Services                                          | [ 61 ] |
| 2017 | Amal El-Mohtar*                   | "Seasons of Glass and Iron" | The Starlit Wood: New Fairy Tales (Saga Press)                   | [ 62 ] |
| 2017 | N. K. Jemisin                     | "The City Born Great" | Tor.com                                                          | [ 62 ] |
| 2017 | Alyssa Wong                       | "A Fist of Permutations in Lightning and Wildflowers"                                                                                                  | Tor.com                                                          | [ 62 ] |
| 2017 | Brooke Bolander                   | "Our Talons Can Crush Galaxies" | Uncanny Magazine                                                 | [ 62 ] |
| 2017 | Carrie Vaughn                     | "That Game We Played During the War" | Tor.com                                                          | [ 62 ] |
| 2017 | John C. Wright                    | "An Unimaginable Light" | God, Robot (Castalia House)                                      | [ 62 ] |
| 2018 | Rebecca Roanhorse*                | "Welcome to Your Authentic Indian Experience™" | Apex Magazine                                                    | [ 63 ] |
| 2018 | Caroline M. Yoachim               | "Carnival Nine" | Beneath Ceaseless Skies                                          | [ 63 ] |
| 2018 | Fran Wilde                        | "Clearly Lettered in a Mostly Steady Hand" | Uncanny Magazine                                                 | [ 63 ] |
| 2018 | Vina Jie-Min Prasad               | "Fandom for Robots" | Uncanny Magazine                                                 | [ 63 ] |
| 2018 | Linda Nagata                      | "The Martian Obelisk" | Tor.com                                                          | [ 63 ] |
| 2018 | Ursula Vernon                     | "Sun, Moon, Dust" | Uncanny Magazine                                                 | [ 63 ] |
| 2019 | Alix E. Harrow*                   | "A Witch's Guide to Escape: A Practical Compendium of Portal Fantasies"                                                                                | Apex Magazine                                                    | [ 64 ] |
| 2019 | Brooke Bolander                   | "The Tale of the Three Beautiful Raptor Sisters, and the Prince Who Was Made of Meat"                                                                  | Uncanny Magazine                                                 | [ 64 ] |
| 2019 | P. Djèlí Clark                    | "The Secret Lives of the Nine Negro Teeth of George Washington"                                                                                        | Fireside Magazine                                                | [ 64 ] |
| 2019 | Sarah Gailey                      | "STET" | Fireside Magazine                                                | [ 64 ] |
| 2019 | Ursula Vernon (ca T. Kingfisher)  | "The Rose MacGregor Drinking and Admiration Society"                                                                                                   | Uncanny Magazine                                                 | [ 64 ] |
| 2019 | Sarah Pinsker                     | "The Court Magician" | Lightspeed                                                       | [ 64 ] |
| 2020 | S. L. Huang*                      | "As the Last I May Know" | Tor.com                                                          | [ 65 ] |
| 2020 | Shiv Ramdas                       | "And Now His Lordship Is Laughing" | Strange Horizons                                                 | [ 65 ] |
| 2020 | Rivers Solomon                    | "Blood Is Another Word for Hunger" | Tor.com                                                          | [ 65 ] |
| 2020 | Fran Wilde                        | "A Catalog of Storms" | Uncanny Magazine                                                 | [ 65 ] |
| 2020 | Alix E. Harrow                    | "Do Not Look Back, My Lion" | Beneath Ceaseless Skies                                          | [ 65 ] |
| 2020 | Nibedita Sen                      | "Ten Excerpts from an Annotated Bibliography on the Cannibal Women of Ratnabar Island"                                                                 | Nightmare Magazine                                               | [ 65 ] |
| 2021 | Ursula Vernon* (ca T. Kingfisher) | "Metal Like Blood in the Dark" | Uncanny Magazine                                                 | [ 66 ] |
| 2021 | Rae Carson                        | "Badass Moms in the Zombie Apocalypse" | Uncanny Magazine                                                 | [ 66 ] |
| 2021 | Vina Jie-Min Prasad               | "A Guide for Working Breeds" | Made to Order: Robots and Revolution (Solaris Books)             | [ 66 ] |
| 2021 | Naomi Kritzer                     | "Little Free Library" | Tor.com                                                          | [ 66 ] |
| 2021 | Yoon Ha Lee                       | "The Mermaid Astronaut" | Beneath Ceaseless Skies                                          | [ 66 ] |
| 2021 | John Wiswell                      | "Open House on Haunted Hill" | Diabolical Plots                                                 | [ 66 ] |
| 2022 | Sarah Pinsker*                    | "Where Oaken Hearts Do Gather" | Uncanny Magazine                                                 | [ 67 ] |
| 2022 | Alix E. Harrow                    | "Mr. Death" | Apex Magazine                                                    | [ 67 ] |
| 2022 | José Pablo Iriarte                | "Proof by Induction" | Uncanny Magazine                                                 | [ 67 ] |
| 2022 | Catherynne M. Valente             | "The Sin of America" | Uncanny Magazine                                                 | [ 67 ] |
| 2022 | Seanan McGuire                    | "Tangles" | Magic Story (Magicthegathering.com)                              | [ 67 ] |
| 2022 | Blue Neustifter                   | "Unknown Number" | Auto-publicată, via Twitter                                      | [ 67 ] |

### Retro Hugo
Începând cu Worldcon-ul din 1996, World Science Fiction Society a creat conceptul de "Retro Hugo", un premiu Hugo acordat retroactiv pentru lucrări din urmă cu 50, 75 sau 100 de ani. Premiul Retro Hugo a fost acordat de trei ori: pentru 1946, 1951 și 1954. Premiul Retro Hugo pentru lucrări din 1939 a fost acordat 75 de ani mai târziu, în timp ce celelalte trei au fost acordate după 50 de ani. Următorul premiu Retro Hugo poate fi acordat în 2016, pentru lucrări din 1941.
| An   | Anul acordării | Autor(i)                               | Povestire                                         | Editură sau publicație                             | Ref.   |
| ---- | -------------- | -------------------------------------- | ------------------------------------------------- | -------------------------------------------------- | ------ |
| 1939 | 2014           | Arthur C. Clarke*                      | "How We Went to Mars"                             | Amateur Science Stories                            | [ 70 ] |
| 1939 | 2014           | Lester del Rey                         | "The Faithful"                                    | Astounding Science-Fiction                         | [ 70 ] |
| 1939 | 2014           | Lester del Rey                         | "Helen O'Loy"                                     | Astounding Science-Fiction                         | [ 70 ] |
| 1939 | 2014           | Ray Bradbury                           | "Hollerbochen's Dilemma"                          | Imagination!                                       | [ 70 ] |
| 1939 | 2014           | L. Sprague de Camp                     | "Hyperpilosity"                                   | Astounding Science-Fiction                         | [ 70 ] |
| 1941 | 2016           | Isaac Asimov*                          | "Robbie"                                          | Super Science Stories                              | [ 71 ] |
| 1941 | 2016           | Leigh Brackett                         | "Martian Quest"                                   | Astounding Science Fiction                         | [ 71 ] |
| 1941 | 2016           | Robert A. Heinlein                     | "Requiem"                                         | Astounding Science Fiction                         | [ 71 ] |
| 1941 | 2016           | Leigh Brackett                         | "The Stellar Legion"                              | Planet Stories                                     | [ 71 ] |
| 1941 | 2016           | Jorge Luis Borges                      | "Tlön, Uqbar, Orbis Tertius"                      | Sur                                                | [ 71 ] |
| 1943 | 2018           | C. L. Moore*                           | "The Twonky"                                      | Astounding Science Fiction                         | [ 72 ] |
| 1943 | 2018           | Henry Kuttner*                         | "The Twonky"                                      | Astounding Science Fiction                         | [ 72 ] |
| 1943 | 2018           | Fredric Brown                          | "Etaoin Shrdlu"                                   | Unknown                                            | [ 72 ] |
| 1943 | 2018           | Donald A. Wollheim (ca Martin Pearson) | "Mimic"                                           | Astonishing Stories                                | [ 72 ] |
| 1943 | 2018           | Hal Clement                            | "Proof"                                           | Astounding Science Fiction                         | [ 72 ] |
| 1943 | 2018           | Isaac Asimov                           | "Runaround"                                       | Astounding Science Fiction                         | [ 72 ] |
| 1943 | 2018           | Fritz Leiber                           | "The Sunken Land"                                 | Unknown                                            | [ 72 ] |
| 1944 | 2019           | Ray Bradbury*                          | "King of the Gray Spaces" (aka "R is for Rocket") | Famous Fantastic Mysteries                         | [ 73 ] |
| 1944 | 2019           | Isaac Asimov                           | "Death Sentence"                                  | Astounding Science Fiction                         | [ 73 ] |
| 1944 | 2019           | C. L. Moore                            | "Doorway into Time"                               | Famous Fantastic Mysteries                         | [ 73 ] |
| 1944 | 2019           | Edmond Hamilton                        | "Exile"                                           | Super Science Stories                              | [ 73 ] |
| 1944 | 2019           | Anthony Boucher (ca H. H. Holmes)      | "Q.U.R."                                          | Astounding Science-Fiction                         | [ 73 ] |
| 1944 | 2019           | Robert Bloch                           | "Yours Truly – Jack the Ripper"                   | Weird Tales                                        | [ 73 ] |
| 1945 | 2020           | Ray Bradbury*                          | "I, Rocket"                                       | Amazing Stories                                    | [ 74 ] |
| 1945 | 2020           | Fredric Brown                          | "And the Gods Laughed"                            | "Planet Stories                                    | [ 74 ] |
| 1945 | 2020           | Clifford D. Simak                      | "Desertion"                                       | Astounding Science-Fiction                         | [ 74 ] |
| 1945 | 2020           | A. E. van Vogt                         | "Far Centaurus"                                   | Astounding Science-Fiction                         | [ 74 ] |
| 1945 | 2020           | Clifford D. Simak                      | "Huddling Place"                                  | Astounding Science-Fiction                         | [ 74 ] |
| 1945 | 2020           | Isaac Asimov                           | "The Wedge" ("The Traders")                       | Astounding Science-Fiction                         | [ 74 ] |
| 1946 | 1996           | Hal Clement*                           | "Uncommon Sense"                                  | Astounding Science-Fiction                         | [ 75 ] |
| 1946 | 1996           | Murray Leinster                        | "The Ethical Equations"                           | Astounding Science-Fiction                         | [ 75 ] |
| 1946 | 1996           | Fredric Brown                          | "The Waveries"                                    | Astounding Science-Fiction                         | [ 75 ] |
| 1946 | 1996           | Lewis Padgett                          | "What You Need"                                   | Astounding Science-Fiction                         | [ 75 ] |
| 1946 | 1996           | Raymond F. Jones                       | "Correspondence Course"                           | Astounding Science-Fiction                         | [ 75 ] |
| 1951 | 2001           | Damon Knight*                          | "To Serve Man"                                    | Galaxy Science Fiction                             | [ 76 ] |
| 1951 | 2001           | Fritz Leiber                           | "Coming Attraction"                               | Galaxy Science Fiction                             | [ 76 ] |
| 1951 | 2001           | Richard Matheson                       | "Born of Man and Woman"                           | The Magazine of Fantasy and Science Fiction        | [ 76 ] |
| 1951 | 2001           | A. J. Deutsch                          | "A Subway Named Mobius"                           | Astounding Science-Fiction                         | [ 76 ] |
| 1951 | 2001           | Reginald Bretnor                       | "The Gnurrs Come from the Voodvork Out"           | The Magazine of Fantasy and Science Fiction        | [ 76 ] |
| 1954 | 2004           | Arthur C. Clarke*                      | "The Nine Billion Names of God"                   | Star Science Fiction Stories #1 (Ballantine Books) | [ 77 ] |
| 1954 | 2004           | Jerome Bixby                           | "It's a Good Life"                                | Star Science Fiction Stories #2 (Ballantine Books) | [ 77 ] |
| 1954 | 2004           | Alfred Bester                          | "Star Light, Star Bright"                         | The Magazine of Fantasy & Science Fiction          | [ 77 ] |
| 1954 | 2004           | Theodore Sturgeon                      | "A Saucer of Loneliness"                          | Galaxy Science Fiction                             | [ 77 ] |
| 1954 | 2004           | Robert Sheckley                        | "Seventh Victim"                                  | Galaxy Science Fiction                             | [ 77 ] |

## Vezi și
- Premiul Nebula pentru cea mai bună povestire

## Legături externe
- Hugo Award official site
- List of Hugo Award nominees Arhivat în 20 septembrie 2011, la Wayback Machine. in Locus magazine